# Pencil
Pour les articles homonymes, voir Pencil2D.
Pencil est un logiciel libre et gratuit de création de maquettes typographiques développé par Evolution Solutions (Evolus). Il est utilisé afin de créer des diagrammes et des maquettes d'interface graphique de logiciels. Il est disponible en tant qu'extension pour le navigateur Web Firefox et dérivés ou en application indépendante.
Il existe également un fork, Pencil Prototyping, qui a finalement réintégré le projet principal.

## Fonctionnalités
L'application permet de choisir des éléments comme des formulaires de saisie, des boutons, des éléments d'interface dans des bibliothèques. Il est également possible de télécharger des dessins vectoriels directement sur le site OpenClipart. En fonction des besoins des bibliothèques supplémentaires peuvent être ajoutées depuis le dépôt officiel ou depuis un fichier. Les bibliothèques inutilisées peuvent également être masquées.
Des liens peuvent être ajoutés entre les objets ce qui permet de réaliser un prototype interactif.
L'exportation du rendu est possible dans plusieurs formats d'images ouverts (PNG et SVG) et dans plusieurs formats de document comme une page web, un document PDF ou un document au format ODT.

## Mise en garde
Il ne faut pas confondre l'application Pencil avec un autre programme libre permette la réalisation de dessin animé qui se nomme Pencil2D.